# Tamra
Tamra (hebrejsky טַמְרָה‎, arabsky طمرة‎, v oficiálním přepisu do angličtiny Tamra) je město v Izraeli, v Severním distriktu.

## Geografie
Leží v nadmořské výšce 50 m na pahorcích na západním okraji Dolní Galileje, přibližně 12 km od Haifského zálivu. Východně od města stoupá terén k hoře Har Kavul, z níž sem stéká vádí Nachal Tamra. Od západního okraje obce pak do Zevulunského údolí směřuje krátké vádí Nachal Kankan.
Město leží přibližně 95 km severovýchodně od centra Tel Avivu a 20 km severovýchodně od centra Haify, v hustě zalidněném pásu. Osídlení v tomto regionu je smíšené. Vlastní město Tamra je osídleno izraelskými Araby, stejně jako mnohá další města a vesnice v okolí. Na západ od Tamry začíná oblast s etnickou převahou židů při pobřeží Haifského zálivu (aglomerace měst Krajot). Další menší židovská sídla jsou rozprostřena mezi jednotlivými arabskými obcemi. Tamra je na dopravní síť napojena pomocí dálnice číslo 70, která vede západně od města.

## Dějiny
Tamra patří k největším arabským sídlům v Galileji. Na jejím místě patrně stála ve starověku židovská vesnice připomínaná v mišně a Talmudu. Ve středověku byla lokalita osídlena Araby. Francouzský cestovatel Victor Guérin popisuje koncem 19. století místní populaci jako zcela muslimskou, sestávající cca z 800 lidí.
Během první arabsko-izraelské války v červenci 1948 byla obec v rámci Operace Dekel dobyta izraelskou armádou. Na rozdíl od mnoha jiných arabských sídel v Galileji nebyla Tamra vysídleno a zachovalo si svůj arabský ráz i ve státě Izrael. Roku 1948 zde podle portálu Bet-alon žilo jen 300 trvalých obyvatel, jejichž řady ale rozšířilo cca 1500 arabských uprchlíků z okolních vesnic, které byly v průběhu války vysídleny. Mělo jít o největší koncentraci vnitřních uprchlíků v Galileji. Podle údajů portálu Palestine Remembered měla ale Tamra už v roce 1945 přes 1800 obyvatel. Původně šlo o obec se statusem místní rady (menšího města). Na velké město byla povýšena roku 1996. V tomto arabském městě měl osobní přátele izraelský politik Jig'al Alon.

## Demografie
Tamra je etnicky arabské město s muslimskou populací. Podle údajů z roku 2009 tvořili naprostou většinu obyvatel izraelští Arabové - přibližně 28 600 osob.
Jde o středně velkou obec městského typu (byť zástavba má zejména na okrajích obce rozvolněný a spíše venkovský ráz) s dlouhodobě rostoucí populací. K 31. prosinci 2017 zde žilo 33 400 lidí.
| Rok  | Obyvatelé |
| ---- | --------- |
| 1950 | 3 240     |
| 1951 | 3 700     |
| 1952 | 3 810     |
| 1953 | 3 950     |
| 1954 | 4 100     |
| 1955 | 4 260     |
| 1956 | 4 420     |
| 1957 | 4 630     |
| 1958 | 4 830     |
| 1959 | 5 000     |
| 1960 | 5 250     |
| 1961 | 5 420     |

| Rok  | Obyvatelé |
| ---- | --------- |
| 1962 | 5 650     |
| 1963 | 5 950     |
| 1964 | 6 250     |
| 1965 | 6 600     |
| 1966 | 6 950     |
| 1967 | 7 200     |
| 1968 | 7 600     |
| 1969 | 8 000     |
| 1970 | 8 400     |
| 1971 | 8 800     |
| 1972 | 8 600     |
| 1973 | 9 400     |

| Rok  | Obyvatelé |
| ---- | --------- |
| 1974 | 9 700     |
| 1975 | 10 200    |
| 1976 | 10 700    |
| 1977 | 11 100    |
| 1978 | 11 500    |
| 1979 | 11 900    |
| 1980 | 12 300    |
| 1981 | 12 600    |
| 1982 | 13 100    |
| 1983 | 13 300    |
| 1984 | 14 000    |
| 1985 | 14 400    |

| Rok  | Obyvatelé |
| ---- | --------- |
| 1986 | 14 600    |
| 1987 | 14 900    |
| 1988 | 15 400    |
| 1989 | 15 900    |
| 1990 | 16 400    |
| 1991 | 16 900    |
| 1992 | 17 400    |
| 1993 | 17 900    |
| 1994 | 18 500    |
| 1995 | 19 511    |
| 1996 | 20 052    |
| 1997 | 20 562    |

| Rok  | Obyvatelé |
| ---- | --------- |
| 1998 | 21 255    |
| 1999 | 21 900    |
| 2000 | 22 578    |
| 2001 | 23 329    |
| 2002 | 24 000    |
| 2003 | 24 700    |
| 2004 | 25 300    |
| 2005 | 26 000    |
| 2006 | 26 600    |
| 2007 | 27 300    |
| 2008 | 28 100    |
| 2009 | 28 700    |

| Rok  | Obyvatelé |
| ---- | --------- |
| 2010 | 29 300    |
| 2011 | 30 100    |
| 2012 | 29 500    |
| 2013 | 31 100    |
| 2014 | 31 700    |
| 2015 | 32 400    |
| 2016 | 32 800    |
| 2017 | 33 400    |
| 2018 | 33 900    |
| 2019 | 34 000    |